# Třída Solgae
Třída Solgae (jinak též třída LSF-II) je třída výsadkových vznášedel námořnictva Korejské republiky. Vznášedla jsou stavěna pro službu na výsadkových lodích třídy Dokdo. Roku 2007 vstoupily do služby první dva kusy, přičemž roku 2022 budou dokončeny další dva. Celkem jich bylo objednáno devět.

## Stavba
Vznášedla vyvinula jihokorejská loděnice Hanjin Heavy Industries & Construction (nyní HJ Shipbuilding & Construction). První dvě byla námořnictvu dodána roku 2007. Roku 2016 byla objednána další dvě vznášedla, která mají být dodána roku 2020. Roku 2019 společnost získala objednávku na další čtyři vznášedla, čímž jejich celkový počet stoupne na osm.

## Konstrukce
Nosnost je 55 tun nákladu. Může jít například o 150 vojáků, nebo 24 vojáků a hlavní bojový tank. Vznášedla jsou vybavena příďovou a záďovou rampou. Výzbroj tvoří 20mm kanón. Pohon tvoří čtyři plynové turbíny, každá o výkonu 3950 hp. Nejvyšší rychlost dosahuje 40 uzlů. Dosah je 400 km.